# Acaena trifida
Acaena trifida é uma espécie de rosácea do gênero Acaena, pertencente à família Rosaceae.